# Premi Hugo al millor artista professional
El Premi Hugo al millor artista professional és un dels Premis Hugo atorgat cada any a artistes amb treballs relacionats amb la ciència-ficció o fantasia publicats l'any anterior. D'altres premis Hugo s'atorguen a novel·les, novel·les curtes, relats i relats curts.
Aquest premi s'ha atorgat anualment des del 1955, excepte el 1957 per la World Science Fiction Society. A la primera edició el 1953 es va reconèixer al "millor il·lustrador d'interior", guanyat per Virgil Finlay i al "millor artista de portades" guanyat ex aequo per Hannes Bok i Ed Emshwiller. El 1955 i 1956 es va canviar el nom del premi pel de "Millor artista", el 1957 no es va donar aquest premi, el 1958 es va dir "Artista destacat" i a partir de l'any següent es va fixar el nom que porta actualment. A més d'aquests premis, i a partir del 1966 s'han atorgat els premis Restrospective Hugo (Hugo retrospectiu) pels anteriors 50, 75 o 100 anys anteriors. Fins al 2018, s'han atorgat premis retrospectius pels anys 1939, 1941, 1943, 1946, 1951 i 1954.
Els nomenats i premiats son escollits pels membres de la convenció anual Worldcon. La forma de votació és en forma de segona volta continua amb sis nomenats. Les novel·les nomenades són les sis més votades durant l'any pels membres sense cap límit en el nombre de nomenats. Des del 1959 es reconeix als sis candidats seleccionats. Les votacions es fan de gener a març, i les votacions a les sis novel·les candidates es fa aproximadament d'abril fins a juliol, depenent de quan se celebra la convenció, que acostuma a ser al setembre i a un lloc diferent del món cada any.
Durant els 78 anys de premi, s'han nomenat 101 artistes, 26 han guanyat, incloent-hi empats, coautors i "retro hugos". Michael Whelan és l'autor que més premis ha rebut d'aquesta categoria amb 13 de 24 nominacions. Frank Kelly Freas és qui més nominacions ha tingut, amb 28 i l'ha guanyat 11 cops. Altres premiats a destacar son Bob Eggleton amb 8 premis de 23 nominacions, Virgil Finlay amb 5 de 14, Ed Emshwiller amb 4 de 9, John Picacio amb 3 de 15, i Don Maitz amb 2 premis de 17 nominacions. David A. Cherry i Thomas Canty son qui més nominacions tenen sense haver guanyat mai el premi amb 10 nominacions cadascun.

## Guanyadors i finalistes
A les taules següents, els anys corresponen a la data de la cerimònia. Els artistes són elegibles en funció de la seva obra de l'any natural anterior. Les entrades amb un fons groc i un asterisc (*) al costat del nom de l'artista han guanyat el premi; les que tenen un fons gris són les finalistes de la llista curta.
  *   Guanyadors
| Any  | Artista/es                 | Ref.   |
| ---- | -------------------------- | ------ |
| 1955 | Frank Kelly Freas*         | [ 8 ]  |
| 1956 | Frank Kelly Freas*         | [ 9 ]  |
| 1956 | Chesley Bonestell          | [ 9 ]  |
| 1956 | Ed Emshwiller              | [ 9 ]  |
| 1956 | Virgil Finlay              | [ 9 ]  |
| 1956 | Mel Hunter                 | [ 9 ]  |
| 1956 | Ed Valigursky              | [ 9 ]  |
| 1958 | Frank Kelly Freas*         | [ 10 ] |
| 1959 | Frank Kelly Freas*         | [ 11 ] |
| 1959 | Ed Emshwiller              | [ 11 ] |
| 1959 | Virgil Finlay              | [ 11 ] |
| 1959 | H. R. Van Dongen           | [ 11 ] |
| 1959 | Wally Wood                 | [ 11 ] |
| 1960 | Ed Emshwiller*             | [ 12 ] |
| 1960 | Virgil Finlay              | [ 12 ] |
| 1960 | Frank Kelly Freas          | [ 12 ] |
| 1960 | Mel Hunter                 | [ 12 ] |
| 1960 | Wally Wood                 | [ 12 ] |
| 1961 | Ed Emshwiller*             | [ 13 ] |
| 1961 | Virgil Finlay              | [ 13 ] |
| 1961 | Frank Kelly Freas          | [ 13 ] |
| 1961 | Mel Hunter                 | [ 13 ] |
| 1962 | Ed Emshwiller*             | [ 14 ] |
| 1962 | Virgil Finlay              | [ 14 ] |
| 1962 | Mel Hunter                 | [ 14 ] |
| 1962 | John Schoenherr            | [ 14 ] |
| 1962 | Alex Schomburg             | [ 14 ] |
| 1963 | Roy Krenkel*               | [ 15 ] |
| 1963 | Ed Emshwiller              | [ 15 ] |
| 1963 | Virgil Finlay              | [ 15 ] |
| 1963 | Jack Gaughan               | [ 15 ] |
| 1963 | John Schoenherr            | [ 15 ] |
| 1964 | Ed Emshwiller*             | [ 16 ] |
| 1964 | Virgil Finlay              | [ 16 ] |
| 1964 | Frank Frazetta             | [ 16 ] |
| 1964 | Roy Krenkel                | [ 16 ] |
| 1964 | John Schoenherr            | [ 16 ] |
| 1965 | John Schoenherr*           | [ 17 ] |
| 1965 | Ed Emshwiller              | [ 17 ] |
| 1965 | Frank Frazetta             | [ 17 ] |
| 1965 | Jack Gaughan               | [ 17 ] |
| 1966 | Frank Frazetta*            | [ 18 ] |
| 1966 | Frank Kelly Freas          | [ 18 ] |
| 1966 | Jack Gaughan               | [ 18 ] |
| 1966 | Gray Morrow                | [ 18 ] |
| 1966 | John Schoenherr            | [ 18 ] |
| 1967 | Jack Gaughan*              | [ 19 ] |
| 1967 | Frank Kelly Freas          | [ 19 ] |
| 1967 | Gray Morrow                | [ 19 ] |
| 1967 | John Schoenherr            | [ 19 ] |
| 1968 | Jack Gaughan*              | [ 20 ] |
| 1968 | Chesley Bonestell          | [ 20 ] |
| 1968 | Frank Frazetta             | [ 20 ] |
| 1968 | Frank Kelly Freas          | [ 20 ] |
| 1968 | Gray Morrow                | [ 20 ] |
| 1968 | John Schoenherr            | [ 20 ] |
| 1969 | Jack Gaughan*              | [ 21 ] |
| 1969 | Vaughn Bodé                | [ 21 ] |
| 1969 | Leo Dillon i Diane Dillon  | [ 21 ] |
| 1969 | Frank Kelly Freas          | [ 21 ] |
| 1970 | Frank Kelly Freas*         | [ 22 ] |
| 1970 | Leo Dillon i Diane Dillon  | [ 22 ] |
| 1970 | Jack Gaughan               | [ 22 ] |
| 1970 | Eddie Jones                | [ 22 ] |
| 1970 | Jeff Jones                 | [ 22 ] |
| 1971 | Leo Dillon i Diane Dillon* | [ 23 ] |
| 1971 | Frank Kelly Freas          | [ 23 ] |
| 1971 | Jack Gaughan               | [ 23 ] |
| 1971 | Eddie Jones                | [ 23 ] |
| 1971 | Jeff Jones                 | [ 23 ] |
| 1972 | Frank Kelly Freas*         | [ 24 ] |
| 1972 | Vincent Di Fate            | [ 24 ] |
| 1972 | Jack Gaughan               | [ 24 ] |
| 1972 | Jeff Jones                 | [ 24 ] |
| 1972 | John Schoenherr            | [ 24 ] |
| 1973 | Frank Kelly Freas*         | [ 25 ] |
| 1973 | Vincent Di Fate            | [ 25 ] |
| 1973 | Jack Gaughan               | [ 25 ] |
| 1973 | Mike Hinge                 | [ 25 ] |
| 1973 | John Schoenherr            | [ 25 ] |
| 1974 | Frank Kelly Freas*         | [ 26 ] |
| 1974 | Vincent Di Fate            | [ 26 ] |
| 1974 | Frank Frazetta             | [ 26 ] |
| 1974 | Jack Gaughan               | [ 26 ] |
| 1974 | John Schoenherr            | [ 26 ] |
| 1975 | Frank Kelly Freas*         | [ 27 ] |
| 1975 | Stephen Fabian             | [ 27 ] |
| 1975 | Tim Kirk                   | [ 27 ] |
| 1975 | John Schoenherr            | [ 27 ] |
| 1975 | Rick Sternbach             | [ 27 ] |
| 1976 | Frank Kelly Freas*         | [ 28 ] |
| 1976 | George Barr                | [ 28 ] |
| 1976 | Vincent Di Fate            | [ 28 ] |
| 1976 | Stephen Fabian             | [ 28 ] |
| 1976 | Rick Sternbach             | [ 28 ] |
| 1977 | Rick Sternbach*            | [ 29 ] |
| 1977 | George Barr                | [ 29 ] |
| 1977 | Vincent Di Fate            | [ 29 ] |
| 1977 | Stephen Fabian             | [ 29 ] |
| 1978 | Rick Sternbach*            | [ 30 ] |
| 1978 | Vincent Di Fate            | [ 30 ] |
| 1978 | Stephen Fabian             | [ 30 ] |
| 1978 | Frank Kelly Freas          | [ 30 ] |
| 1978 | Michael Whelan             | [ 30 ] |
| 1979 | Vincent Di Fate*           | [ 31 ] |
| 1979 | Stephen Fabian             | [ 31 ] |
| 1979 | David A. Hardy             | [ 31 ] |
| 1979 | Boris Vallejo              | [ 31 ] |
| 1979 | Michael Whelan             | [ 31 ] |
| 1980 | Michael Whelan*            | [ 32 ] |
| 1980 | Vincent Di Fate            | [ 32 ] |
| 1980 | Stephen Fabian             | [ 32 ] |
| 1980 | Paul Lehr                  | [ 32 ] |
| 1980 | Boris Vallejo              | [ 32 ] |
| 1981 | Michael Whelan*            | [ 33 ] |
| 1981 | Vincent Di Fate            | [ 33 ] |
| 1981 | Stephen Fabian             | [ 33 ] |
| 1981 | Paul Lehr                  | [ 33 ] |
| 1981 | Don Maitz                  | [ 33 ] |
| 1982 | Michael Whelan*            | [ 34 ] |
| 1982 | Vincent Di Fate            | [ 34 ] |
| 1982 | Carl Lundgren              | [ 34 ] |
| 1982 | Don Maitz                  | [ 34 ] |
| 1982 | Rowena Morrill             | [ 34 ] |
| 1983 | Michael Whelan*            | [ 35 ] |
| 1983 | Frank Kelly Freas          | [ 35 ] |
| 1983 | Don Maitz                  | [ 35 ] |
| 1983 | Rowena Morrill             | [ 35 ] |
| 1983 | Barclay Shaw               | [ 35 ] |
| 1983 | Darrell K. Sweet           | [ 35 ] |
| 1984 | Michael Whelan*            | [ 36 ] |
| 1984 | Val Lakey Lindahn          | [ 36 ] |
| 1984 | Don Maitz                  | [ 36 ] |
| 1984 | Rowena Morrill             | [ 36 ] |
| 1984 | Barclay Shaw               | [ 36 ] |
| 1985 | Michael Whelan*            | [ 37 ] |
| 1985 | Vincent Di Fate            | [ 37 ] |
| 1985 | Tom Kidd                   | [ 37 ] |
| 1985 | Val Lakey Lindahn          | [ 37 ] |
| 1985 | Barclay Shaw               | [ 37 ] |
| 1986 | Michael Whelan*            | [ 38 ] |
| 1986 | Frank Kelly Freas          | [ 38 ] |
| 1986 | Don Maitz                  | [ 38 ] |
| 1986 | Rowena Morrill             | [ 38 ] |
| 1986 | Barclay Shaw               | [ 38 ] |
| 1987 | Jim Burns*                 | [ 39 ] |
| 1987 | Frank Kelly Freas          | [ 39 ] |
| 1987 | Tom Kidd                   | [ 39 ] |
| 1987 | Don Maitz                  | [ 39 ] |
| 1987 | J. K. Potter               | [ 39 ] |
| 1987 | Barclay Shaw               | [ 39 ] |
| 1988 | Michael Whelan*            | [ 40 ] |
| 1988 | David A. Cherry            | [ 40 ] |
| 1988 | Bob Eggleton               | [ 40 ] |
| 1988 | Tom Kidd                   | [ 40 ] |
| 1988 | Don Maitz                  | [ 40 ] |
| 1988 | J. K. Potter               | [ 40 ] |
| 1989 | Michael Whelan*            | [ 41 ] |
| 1989 | Thomas Canty               | [ 41 ] |
| 1989 | David A. Cherry            | [ 41 ] |
| 1989 | Bob Eggleton               | [ 41 ] |
| 1989 | Don Maitz                  | [ 41 ] |
| 1989 | Todd Cameron Hamilton      | [ 41 ] |
| 1990 | Don Maitz*                 | [ 42 ] |
| 1990 | Jim Burns                  | [ 42 ] |
| 1990 | Thomas Canty               | [ 42 ] |
| 1990 | David A. Cherry            | [ 42 ] |
| 1990 | James Gurney               | [ 42 ] |
| 1990 | Tom Kidd                   | [ 42 ] |
| 1990 | Michael Whelan             | [ 42 ] |
| 1991 | Michael Whelan*            | [ 43 ] |
| 1991 | Thomas Canty               | [ 43 ] |
| 1991 | David A. Cherry            | [ 43 ] |
| 1991 | Bob Eggleton               | [ 43 ] |
| 1991 | Don Maitz                  | [ 43 ] |
| 1992 | Michael Whelan*            | [ 44 ] |
| 1992 | Thomas Canty               | [ 44 ] |
| 1992 | David A. Cherry            | [ 44 ] |
| 1992 | Bob Eggleton               | [ 44 ] |
| 1992 | Don Maitz                  | [ 44 ] |
| 1993 | Don Maitz*                 | [ 45 ] |
| 1993 | Thomas Canty               | [ 45 ] |
| 1993 | David A. Cherry            | [ 45 ] |
| 1993 | Bob Eggleton               | [ 45 ] |
| 1993 | James Gurney               | [ 45 ] |
| 1994 | Bob Eggleton*              | [ 46 ] |
| 1994 | Thomas Canty               | [ 46 ] |
| 1994 | David A. Cherry            | [ 46 ] |
| 1994 | Don Maitz                  | [ 46 ] |
| 1994 | Michael Whelan             | [ 46 ] |
| 1995 | Jim Burns*                 | [ 47 ] |
| 1995 | Thomas Canty               | [ 47 ] |
| 1995 | Bob Eggleton               | [ 47 ] |
| 1995 | Don Maitz                  | [ 47 ] |
| 1995 | Michael Whelan             | [ 47 ] |
| 1996 | Bob Eggleton*              | [ 48 ] |
| 1996 | Jim Burns                  | [ 48 ] |
| 1996 | Thomas Canty               | [ 48 ] |
| 1996 | Don Maitz                  | [ 48 ] |
| 1996 | Michael Whelan             | [ 48 ] |
| 1997 | Bob Eggleton*              | [ 49 ] |
| 1997 | Thomas Canty               | [ 49 ] |
| 1997 | David A. Cherry            | [ 49 ] |
| 1997 | Don Maitz                  | [ 49 ] |
| 1997 | Michael Whelan             | [ 49 ] |
| 1998 | Bob Eggleton*              | [ 50 ] |
| 1998 | Jim Burns                  | [ 50 ] |
| 1998 | Thomas Canty               | [ 50 ] |
| 1998 | David A. Cherry            | [ 50 ] |
| 1998 | Don Maitz                  | [ 50 ] |
| 1998 | Michael Whelan             | [ 50 ] |
| 1999 | Bob Eggleton*              | [ 51 ] |
| 1999 | Jim Burns                  | [ 51 ] |
| 1999 | Donato Giancola            | [ 51 ] |
| 1999 | Don Maitz                  | [ 51 ] |
| 1999 | Nick Stathopoulos          | [ 51 ] |
| 1999 | Michael Whelan             | [ 51 ] |
| 2000 | Michael Whelan*            | [ 52 ] |
| 2000 | Jim Burns                  | [ 52 ] |
| 2000 | Bob Eggleton               | [ 52 ] |
| 2000 | Donato Giancola            | [ 52 ] |
| 2000 | Don Maitz                  | [ 52 ] |
| 2001 | Bob Eggleton*              | [ 53 ] |
| 2001 | Jim Burns                  | [ 53 ] |
| 2001 | Frank Kelly Freas          | [ 53 ] |
| 2001 | Donato Giancola            | [ 53 ] |
| 2001 | Michael Whelan             | [ 53 ] |
| 2002 | Michael Whelan*            | [ 54 ] |
| 2002 | Jim Burns                  | [ 54 ] |
| 2002 | Bob Eggleton               | [ 54 ] |
| 2002 | Frank Kelly Freas          | [ 54 ] |
| 2002 | Donato Giancola            | [ 54 ] |
| 2003 | Bob Eggleton*              | [ 55 ] |
| 2003 | Jim Burns                  | [ 55 ] |
| 2003 | David A. Cherry            | [ 55 ] |
| 2003 | Frank Kelly Freas          | [ 55 ] |
| 2003 | Donato Giancola            | [ 55 ] |
| 2004 | Bob Eggleton*              | [ 56 ] |
| 2004 | Jim Burns                  | [ 56 ] |
| 2004 | Frank Frazetta             | [ 56 ] |
| 2004 | Frank Kelly Freas          | [ 56 ] |
| 2004 | Donato Giancola            | [ 56 ] |
| 2005 | Jim Burns*                 | [ 57 ] |
| 2005 | Bob Eggleton               | [ 57 ] |
| 2005 | Frank Kelly Freas          | [ 57 ] |
| 2005 | Donato Giancola            | [ 57 ] |
| 2005 | John Picacio               | [ 57 ] |
| 2006 | Donato Giancola*           | [ 58 ] |
| 2006 | Jim Burns                  | [ 58 ] |
| 2006 | Bob Eggleton               | [ 58 ] |
| 2006 | Stephan Martinière         | [ 58 ] |
| 2006 | John Picacio               | [ 58 ] |
| 2006 | Michael Whelan             | [ 58 ] |
| 2007 | Donato Giancola*           | [ 59 ] |
| 2007 | Bob Eggleton               | [ 59 ] |
| 2007 | Stephan Martinière         | [ 59 ] |
| 2007 | John Jude Palencar         | [ 59 ] |
| 2007 | John Picacio               | [ 59 ] |
| 2008 | Stephan Martinière*        | [ 60 ] |
| 2008 | Phil Foglio                | [ 60 ] |
| 2008 | John Harris                | [ 60 ] |
| 2008 | John Picacio               | [ 60 ] |
| 2008 | Shaun Tan                  | [ 60 ] |
| 2009 | Donato Giancola*           | [ 61 ] |
| 2009 | Daniel Dos Santos          | [ 61 ] |
| 2009 | Bob Eggleton               | [ 61 ] |
| 2009 | John Picacio               | [ 61 ] |
| 2009 | Shaun Tan                  | [ 61 ] |
| 2010 | Shaun Tan*                 | [ 62 ] |
| 2010 | Daniel Dos Santos          | [ 62 ] |
| 2010 | Bob Eggleton               | [ 62 ] |
| 2010 | Stephan Martinière         | [ 62 ] |
| 2010 | John Picacio               | [ 62 ] |
| 2011 | Shaun Tan*                 | [ 63 ] |
| 2011 | Daniel Dos Santos          | [ 63 ] |
| 2011 | Bob Eggleton               | [ 63 ] |
| 2011 | Stephan Martinière         | [ 63 ] |
| 2011 | John Picacio               | [ 63 ] |
| 2012 | John Picacio*              | [ 64 ] |
| 2012 | Daniel Dos Santos          | [ 64 ] |
| 2012 | Bob Eggleton               | [ 64 ] |
| 2012 | Michael Komarck            | [ 64 ] |
| 2012 | Stephan Martinière         | [ 64 ] |
| 2013 | John Picacio*              | [ 65 ] |
| 2013 | Vincent Chong              | [ 65 ] |
| 2013 | Julie Dillon               | [ 65 ] |
| 2013 | Daniel Dos Santos          | [ 65 ] |
| 2013 | Christian McGrath          | [ 65 ] |
| 2014 | Julie Dillon*              | [ 66 ] |
| 2014 | Galen Dara                 | [ 66 ] |
| 2014 | Daniel Dos Santos          | [ 66 ] |
| 2014 | John Harris                | [ 66 ] |
| 2014 | John Picacio               | [ 66 ] |
| 2014 | Fiona Staples              | [ 66 ] |
| 2015 | Julie Dillon*              | [ 67 ] |
| 2015 | Kirk DouPonce              | [ 67 ] |
| 2015 | Nick Greenwood             | [ 67 ] |
| 2015 | Alan Pollack               | [ 67 ] |
| 2015 | Carter Reid                | [ 67 ] |
| 2016 | Abigail Larson*            | [ 68 ] |
| 2016 | Lars Braad Andersen        | [ 68 ] |
| 2016 | Larry Elmore               | [ 68 ] |
| 2016 | Michal Karcz               | [ 68 ] |
| 2016 | Larry Rostant              | [ 68 ] |
| 2017 | Julie Dillon*              | [ 69 ] |
| 2017 | Galen Dara                 | [ 69 ] |
| 2017 | Christian McGrath          | [ 69 ] |
| 2017 | Victo Ngai                 | [ 69 ] |
| 2017 | John Picacio               | [ 69 ] |
| 2017 | Sana Takeda                | [ 69 ] |
| 2018 | Sana Takeda*               | [ 70 ] |
| 2018 | Galen Dara                 | [ 70 ] |
| 2018 | Kathleen Jennings          | [ 70 ] |
| 2018 | Bastien Lecouffe-Deharme   | [ 70 ] |
| 2018 | Victo Ngai                 | [ 70 ] |
| 2018 | John Picacio               | [ 70 ] |
| 2019 | Charles Vess*              | [ 71 ] |
| 2019 | Galen Dara                 | [ 71 ] |
| 2019 | Jaime Jones                | [ 71 ] |
| 2019 | Victo Ngai                 | [ 71 ] |
| 2019 | John Picacio               | [ 71 ] |
| 2019 | Yuko Shimizu               | [ 71 ] |
| 2020 | John Picacio*              | [ 72 ] |
| 2020 | Tommy Arnold               | [ 72 ] |
| 2020 | Rovina Cai                 | [ 72 ] |
| 2020 | Galen Dara                 | [ 72 ] |
| 2020 | Yuko Shimizu               | [ 72 ] |
| 2020 | Alyssa Winans              | [ 72 ] |
| 2021 | Rovina Cai*                | [ 73 ] |
| 2021 | Tommy Arnold               | [ 73 ] |
| 2021 | Galen Dara                 | [ 73 ] |
| 2021 | Maurizio Manzieri          | [ 73 ] |
| 2021 | John Picacio               | [ 73 ] |
| 2021 | Alyssa Winans              | [ 73 ] |
| 2022 | Rovina Cai*                | [ 74 ] |
| 2022 | Tommy Arnold               | [ 74 ] |
| 2022 | Ashley Mackenzie           | [ 74 ] |
| 2022 | Maurizio Manzieri          | [ 74 ] |
| 2022 | Will Staehle               | [ 74 ] |
| 2022 | Alyssa Winans              | [ 74 ] |
| 2023 | Enzhe Zhao*                | [ 75 ] |
| 2023 | Sija Hong                  | [ 75 ] |
| 2023 | Kuri Huang                 | [ 75 ] |
| 2023 | Paul Lewin                 | [ 75 ] |
| 2023 | Alyssa Winans              | [ 75 ] |
| 2023 | Jian Zhang                 | [ 75 ] |
| 2024 | Rovina Cai*                | [ 76 ] |
| 2024 | Micaela Alcaino            | [ 76 ] |
| 2024 | Galen Dara                 | [ 76 ] |
| 2024 | Daniel Dos Santos          | [ 76 ] |
| 2024 | Tristan Elwell             | [ 76 ] |
| 2024 | Alyssa Winans              | [ 76 ] |
| 2025 | Micaela Alcaino            | [ 77 ] |
| 2025 | Audrey Benjaminsen         | [ 77 ] |
| 2025 | Rovina Cai                 | [ 77 ] |
| 2025 | Maurizio Manzieri          | [ 77 ] |
| 2025 | Tran Nguyen                | [ 77 ] |
| 2025 | Alyssa Winans              | [ 77 ] |

### Retro Hugos
A partir de la Worldcon de 1996, la Societat Mundial de Ciència Ficció va crear el concepte dels "Retro Hugos", en què el premi Hugo es podia atorgar retroactivament per obres de 50, 75 o 100 anys anteriors. Els Retro Hugos només es poden atorgar durant els anys en què es celebra una Worldcon, però originalment no es van atorgar premis. Els Retro Hugos s'han atorgat vuit vegades, pel 1939, 1941, 1943–1946, 1951 i 1954.
| Any  | Any premiat | Artista                   | Ref(s) |
| ---- | ----------- | ------------------------- | ------ |
| 1939 | 2014        | Virgil Finlay*            | [ 80 ] |
| 1939 | 2014        | Margaret Brundage         | [ 80 ] |
| 1939 | 2014        | Frank R. Paul             | [ 80 ] |
| 1939 | 2014        | Alex Schomburg            | [ 80 ] |
| 1939 | 2014        | H. W. "Wesso" Wessolowski | [ 80 ] |
| 1941 | 2016        | Virgil Finlay*            | [ 81 ] |
| 1941 | 2016        | Hannes Bok                | [ 81 ] |
| 1941 | 2016        | Margaret Brundage         | [ 81 ] |
| 1941 | 2016        | Edd Cartier               | [ 81 ] |
| 1941 | 2016        | Frank R. Paul             | [ 81 ] |
| 1941 | 2016        | Hubert Rogers             | [ 81 ] |
| 1943 | 2018        | Virgil Finlay*            | [ 82 ] |
| 1943 | 2018        | Hannes Bok                | [ 82 ] |
| 1943 | 2018        | Margaret Brundage         | [ 82 ] |
| 1943 | 2018        | Edd Cartier               | [ 82 ] |
| 1943 | 2018        | Harold W. McCauley        | [ 82 ] |
| 1943 | 2018        | Hubert Rogers             | [ 82 ] |
| 1944 | 2019        | Virgil Finlay*            | [ 83 ] |
| 1944 | 2019        | Hannes Bok                | [ 83 ] |
| 1944 | 2019        | Margaret Brundage         | [ 83 ] |
| 1944 | 2019        | Antoine de Saint-Exupéry  | [ 83 ] |
| 1944 | 2019        | J. Allen St. John         | [ 83 ] |
| 1944 | 2019        | William Timmins           | [ 83 ] |
| 1945 | 2020        | Margaret Brundage*        | [ 84 ] |
| 1945 | 2020        | Earle K. Bergey           | [ 84 ] |
| 1945 | 2020        | Boris Dolgov              | [ 84 ] |
| 1945 | 2020        | Matt Fox                  | [ 84 ] |
| 1945 | 2020        | Paul Orban                | [ 84 ] |
| 1945 | 2020        | William Timmins           | [ 84 ] |
| 1946 | 1996        | Virgil Finlay*            | [ 85 ] |
| 1946 | 1996        | Earle K. Bergey           | [ 85 ] |
| 1946 | 1996        | Hannes Bok                | [ 85 ] |
| 1946 | 1996        | Edd Cartier               | [ 85 ] |
| 1946 | 1996        | Frank R. Paul             | [ 85 ] |
| 1951 | 2001        | Frank Kelly Freas*        | [ 86 ] |
| 1951 | 2001        | Hannes Bok                | [ 86 ] |
| 1951 | 2001        | Chesley Bonestell         | [ 86 ] |
| 1951 | 2001        | Edd Cartier               | [ 86 ] |
| 1951 | 2001        | Virgil Finlay             | [ 86 ] |
| 1954 | 2004        | Chesley Bonestell*        | [ 87 ] |
| 1954 | 2004        | Ed Emshwiller             | [ 87 ] |
| 1954 | 2004        | Virgil Finlay             | [ 87 ] |
| 1954 | 2004        | Frank Kelly Freas         | [ 87 ] |
| 1954 | 2004        | Richard M. Powers         | [ 87 ] |